# Paus Cyrillus V van Alexandrië

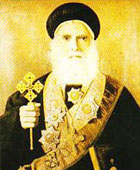
Paus Cyrillus V van Alexandrië

Paus Cyrillus V van Alexandrië (Arabisch: البابا كيرلس الخامس), geboren als Youhanna (Johannes) in 1824 of 1830/1831 volgens verschillende kalenders - 7 augustus 1927) was van 1874-1927 de 112e patriarch van de Koptisch-orthodoxe Kerk. Tijdens zijn recordlange ambtsperiode kwam in 1875 de oprichting tot stand van het huidige theologische seminarie, dat duizenden priesters voor de Koptisch-orthodoxe Kerk opleidde. Hij richtte ook een technische school op in Boulaq, een voorstad van Caïro. Onder zijn leiding werden er zondagsscholen opgericht in heel Egypte. Hij bezocht en organiseerde de Koptisch-orthodoxe Kerk in Soedan.
Marcus I · Anianus · Avilius · Kedron · Primus · Justus · Eumenes · Marcianus · Celadion · Agrippinus · Julianus · Demetrius · Heraclas · Dionysius · Maximus · Theonas · Petrus I · Achillas · Alexander I · Athanasius · Petrus II · Timoteüs I · Theophilus · Cyrillus I · Dioscorus I · Timoteüs II · Petrus III · Athanasius II · Johannes I · Johannes II · Dioscorus II · Timoteüs III · Theodosius I · Doroteüs · Damianus · Anastasius · Andronicus · Benjamin I · Agatho · Johannes III · Isaak · Simeon I · Alexander II · Cosmas I · Theodosius II · Michaël I · Mina I · Johannes IV · Marcus II · Jacobus · Simeon II · Jozef I · Michaël II · Cosmas II · Sjenoeda I · Michaël III · Gabriël I · Cosmas III · Macarius I · Theofilus II · Mina II · Abraham · Filoteüs · Zacharias · Sjenoeda II · Christodulus · Cyrillus II · Michaël IV · Macarius II · Gabriël II · Michaël V · Johannes V · Marcus III · Johannes VI · Cyrillus III · Athanasius III · Johannes VII · Gabriël III · Johannes VII · Theodosius III · Johannes VIII · Johannes IX · Benjamin II · Petrus V · Marcus IV · Johannes X · Gabriël IV · Matteüs I · Gabriël V · Johannes XI · Matteüs II · Gabriël VI · Michaël VI · Johannes XII · Johannes XIII · Gabriël VII · Johannes XIV · Gabriël VIII · Marcus V · Johannes XV · Matteüs III · Marcus VI · Matteüs IV · Johannes XVI · Petrus VI · Johannes XVII · Marcus VII · Johannes XVIII · Marcus VIII · Petrus VII · Cyrillus IV · Demetrius II · Cyrillus V · Johannes XIX · Macarius III · Jozef II · Cyrillus VI · Sjenoeda III · Theodorus II